# Реалмонте
Реалмонте (итал. Realmonte) је насеље у Италији у округу Агриђенто, региону Сицилија.
Према процени из 2011. у насељу је живело 3443 становника. Насеље се налази на надморској висини од 150 м.

## Становништво
Према резултатима пописа становништва 2011. у општини је живело 4.487 становника.
| 1931. | 1936. | 1951. | 1961. | 1971. | 1981. | 1991. | 2001. | 2011. |
| ----- | ----- | ----- | ----- | ----- | ----- | ----- | ----- | ----- |
| 3.910 | 3.865 | 4.246 | 4.217 | 3.325 | 4.132 | 4.393 | 4.435 | 4.487 |

## Партнерски градови
- Hornaing
- Перм
- Епелборн